# Sénat du Canada
Pour les autres articles nationaux ou selon les autres juridictions, voir Sénat.
45e législature du Canada
Édifice du Centre
Édifice du Sénat du Canada (provisoirement)
Le Sénat du Canada (en anglais : Senate of Canada) est la chambre haute du Parlement du Canada. Il est composé de 105 sénateurs nommés par le gouverneur général, sur avis du premier ministre, et qui siègent jusqu'à l'âge de 75 ans.
Le Sénat dispose de moins de pouvoirs que la Chambre des communes. Bien que son approbation soit nécessaire pour l'adoption d’une loi, il ne rejette que très rarement les projets de lois adoptés par la chambre élue démocratiquement. Par ailleurs, le gouvernement n'est pas responsable devant le Sénat, mais seulement devant la Chambre des communes.

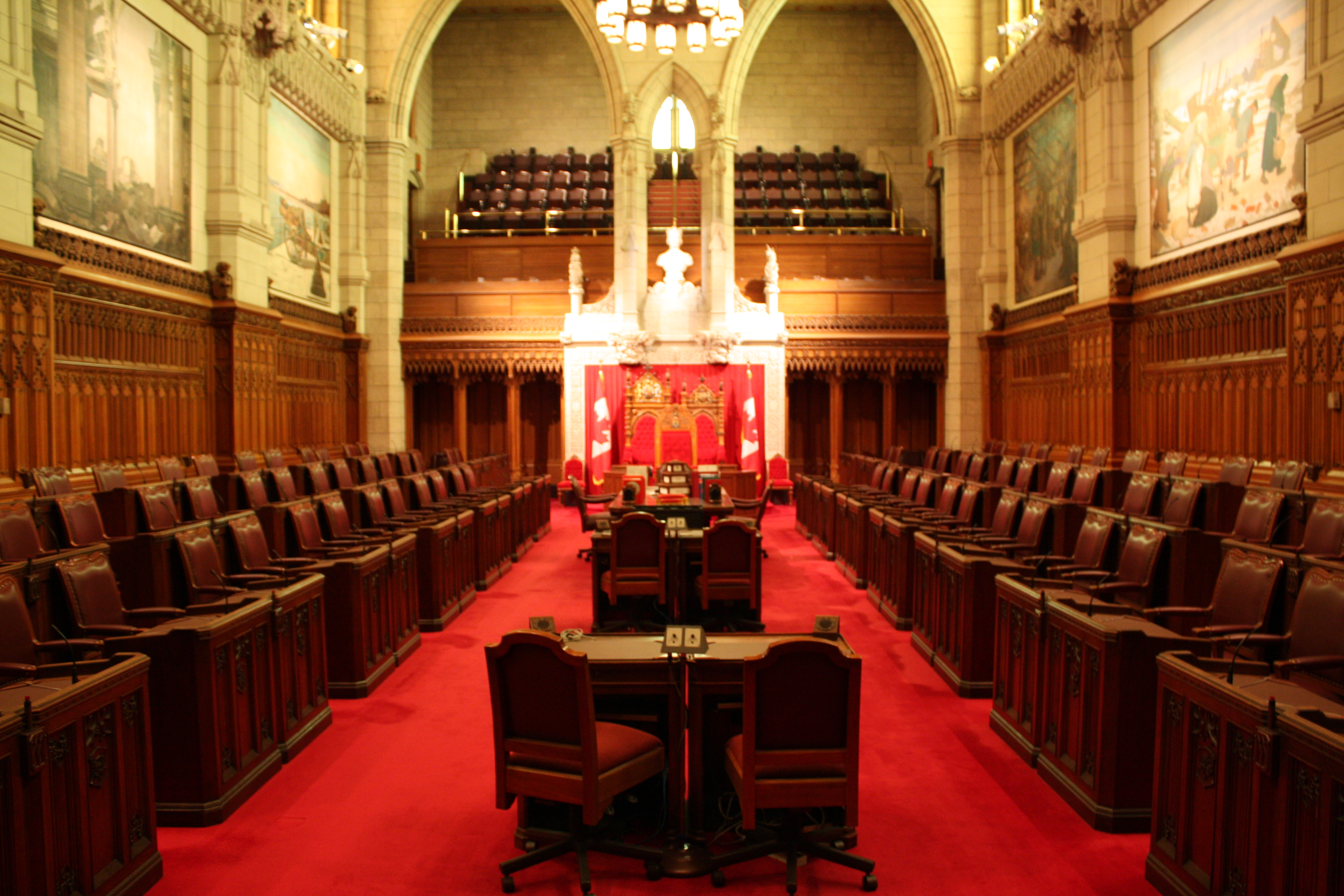
Salle des séances habituelles du Sénat actuellement inutilisée pour cause de travaux dans l'Édifice du Centre.

Le Sénat siège dans l'Édifice du Centre, sur la colline du Parlement, à Ottawa. La salle du Sénat est parfois appelée la « chambre rouge » en raison de sa décoration luxueuse et du tissu rouge qui l'orne et qui contraste avec le style plus modeste et la couleur verte de la Chambre des communes. Cet arrangement est hérité de celui des chambres du Parlement britannique. En 2019, le Sénat est déplacé dans l'ancienne gare Union en raison des rénovations majeures entreprises dans l'édifice du Centre et qui devraient s'étendre sur une période d'environ 10 ans.

## Histoire

### Création du Sénat
Le Sénat canadien est institué en 1867 par les Actes de l'Amérique du Nord britannique (AANB), qui réunirent les provinces du Canada-Uni, du Nouveau-Brunswick et de la Nouvelle-Écosse en Dominion du Canada. Les AANB – aujourd'hui nommés la Loi constitutionnelle de 1867 – furent rédigés conformément aux résolutions prises lors de la conférence de Londres de 1866, qui elles-mêmes reprenaient l'essentiel des résolutions adoptées par la conférence de Québec.
C'est au cours de la conférence de Québec de 1864 que furent décidés les principes constituant la future Confédération canadienne. Si un consensus apparut rapidement sur l'organisation de la chambre basse du Parlement, qui devait être élective, proportionnelle et dotée d'un gouvernement responsable, les débats furent beaucoup plus laborieux concernant sa chambre haute, accaparant à eux seuls 6 des 13 jours de la conférence. Les délégués ont cité l'exemple du Sénat des États-Unis, mais principalement pour le critiquer, préférant s'inspirer finalement du modèle britannique incarné par la Chambre des lords. Tous conviennent que le nombre de sénateurs doit être fixe afin d'éviter que la chambre haute ne soit submergée par des nominations partisanes à volonté. La composition du futur Sénat doit être fondée sur la représentation égale des trois régions : l'Ontario, le Québec et les provinces maritimes. Les députés du Canada-Est n'ont acquiescé au principe de la représentation proportionnelle à la chambre basse qu'à la condition qu'il y ait représentation égale à la chambre haute. Les délégués des deux colonies maritimes du Nouveau-Brunswick et de la Nouvelle-Écosse avaient aussi soulevé leur crainte d'être mises en minorité dans un Parlement dont la composition de la chambre élective serait proportionnelle à la population de chaque province. Les 72 résolutions adoptées lors de cette conférence prévirent donc que le nouveau Parlement serait doté d'une chambre haute accordant à chaque région une représentation égale : 24 membres pour l'Ontario, 24 membres pour le Québec et 24 membres pour les provinces maritimes, c'est-à-dire 12 membres pour le Nouveau-Brunswick et 12 membres pour la Nouvelle-Écosse.

### La composition du Sénat depuis 1867
La composition du Sénat fut modifiée au fur et à mesure que de nouvelles provinces étaient admises dans la Confédération. Ainsi, afin de maintenir l'égalité des régions et conformément à l'article 147 de l'Acte de l'Amérique du Nord britannique, l'admission en 1873 de l'Île-du-Prince-Édouard força le Nouveau-Brunswick et la Nouvelle-Écosse à renoncer chacun à deux sénateurs - leur représentation passant chacun de 12 à 10 - pour que la nouvelle province puisse obtenir 4 représentants à la chambre haute.
Au moment de leur admission en 1870 et 1871, la province du Manitoba était représentée par deux sénateurs et la Colombie-Britannique, par trois sénateurs. L'adhésion de l'Alberta et de la Saskatchewan en 1905 entraîna la création d'une quatrième région dotée comme les trois précédentes de 24 sénateurs. Chacune des 4 provinces de l'Ouest obtint ainsi 6 sénateurs.
Au moment de l'admission tardive de Terre-Neuve en 1949, il fut décidé de ne pas redistribuer le nombre de sénateurs que comptaient alors les trois autres provinces de l'Atlantique comme ce fut le cas au moment de l'entrée de l'Île-du-Prince-Édouard; on créa plutôt six sièges de sénateurs supplémentaires pour offrir une représentation au Sénat à la 10e province du pays.
Enfin, un sénateur chacun fut accordé au Yukon et aux Territoires du Nord-Ouest en 1975, puis un ultime poste au Nunavut, au moment de sa création en 1999.

## Description

### Fonctions législatives

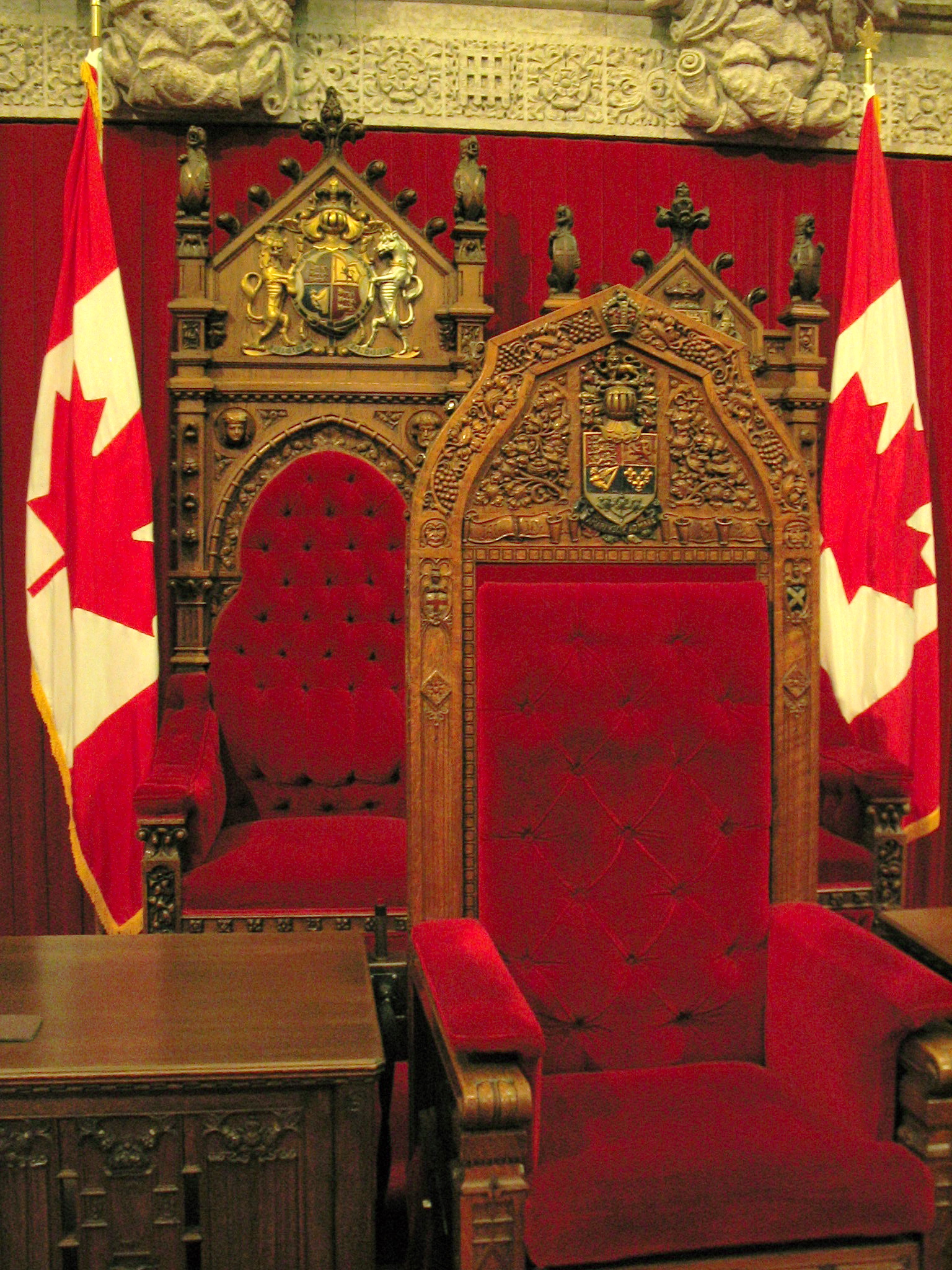
Au premier plan : le fauteuil du président du Sénat. Les deux autres à l'arrière sont les trônes du roi et de son épouse, ou du gouverneur général du Canada et de son épouse ou son époux.

Bien qu'un projet de loi puisse être déposé à l'une ou l'autre des chambres, la plupart passent d'abord par la Chambre des communes. Toutefois, en raison de la plus grande flexibilité des horaires de débat au Sénat, le gouvernement dépose parfois d’abord au Sénat des projets de loi particulièrement complexes.
L'approbation des deux chambres du Parlement est nécessaire pour l'adoption d'une loi et, en théorie, leurs pouvoirs sont égaux à la réserve de deux exceptions : 
- Conformément au modèle britannique, la Chambre haute ne peut pas introduire de projets de loi levant des taxes ou des impôts ou allouant des fonds publics[11]. Tout comme aux États-Unis, mais contrairement au Royaume-Uni, cette restriction du pouvoir du Sénat ne relève pas d'une convention tacite : elle est explicitement écrite dans la Loi constitutionnelle de 1867[12].
- Conformément à l'article 47 de la Loi constitutionnelle de 1982[13], la Chambre des communes peut passer outre un refus du Sénat d'approuver un amendement à la constitution canadienne requérant l'approbation des provinces; toutefois elle doit attendre au moins 180 jours avant d'exercer ce droit. Cela s'applique également au nombre de sénateurs auxquels chaque province a droit, à leur mode de sélection ainsi qu'aux pouvoirs du Sénat[14]. Le Sénat conserve un veto absolu concernant les modifications constitutionnelles affectant le fonctionnement interne du Parlement fédéral, tel que le prévoit l'article 44 de la Loi constitutionnelle de 1982.

Bien que, en théorie, la chambre haute dispose de pouvoirs importants, en pratique, la Chambre des communes est dominante et le Sénat n'utilise que très rarement ses pouvoirs pour s'opposer à la volonté de la Chambre élue. Ainsi, entre 1867 et 1992, le Sénat a adopté pratiquement 99 % des projets de loi, dont 95 % sans modification.
Toutefois, durant certaines périodes, notamment sous des gouvernements minoritaires, le Sénat est plus actif dans la révision, l'amendement et même le rejet de projets de loi. De la fin des années 1980 au début des années 1990, le Sénat s'est opposé aux projets de loi sur l'accord de libre échange avec les États-Unis, à la taxe sur les produits et services (TPS), au projet de loi adopté par les Communes limitant l'accès à l'avortement (C-43), au projet de loi ayant pour objet la réorganisation des agences fédérales (C-93), au projet de loi visant le réaménagement de l'aéroport Lester B. Pearson de Toronto (C-28) et au projet de loi modifiant le Code criminel et la loi sur le droit d'auteur visant à empêcher les criminels de bénéficier de la commercialisation de leurs crimes par l'intermédiaire de produits médiatiques (C-220).

### Relation avec le gouvernement
Contrairement à la Chambre des communes, le Sénat n’a qu’un rôle très limité dans le contrôle du gouvernement. Seule la Chambre des communes peut forcer le premier ministre à démissionner ou à demander la dissolution du Parlement et la tenue de nouvelles élections par l’émission de « brefs d'élections » (writs of election) en adoptant une motion de censure ou en votant majoritairement contre le budget du gouvernement.
La plupart des membres du conseil des ministres sont députés à la Chambre des communes plutôt que sénateurs. Notamment, tous les premiers ministres depuis 1896 ont été députés à la Chambre des communes. Occasionnellement, lorsque le parti au pouvoir n'inclut aucun député d'une région particulière, un sénateur est nommé à un ministère afin d'assurer un équilibre régional au gouvernement. Un conseil des ministres typique inclut un seul sénateur : le représentant du gouvernement au Sénat. Toutefois, l'actuel conseil des ministres ne comprend aucun sénateur. Le Parti libéral, qui forme actuellement le gouvernement, n'est plus représenté au Sénat par un caucus; le gouvernement est plutôt représenté à la chambre haute par Marc Gold, un sénateur non affilié.

### Procédure

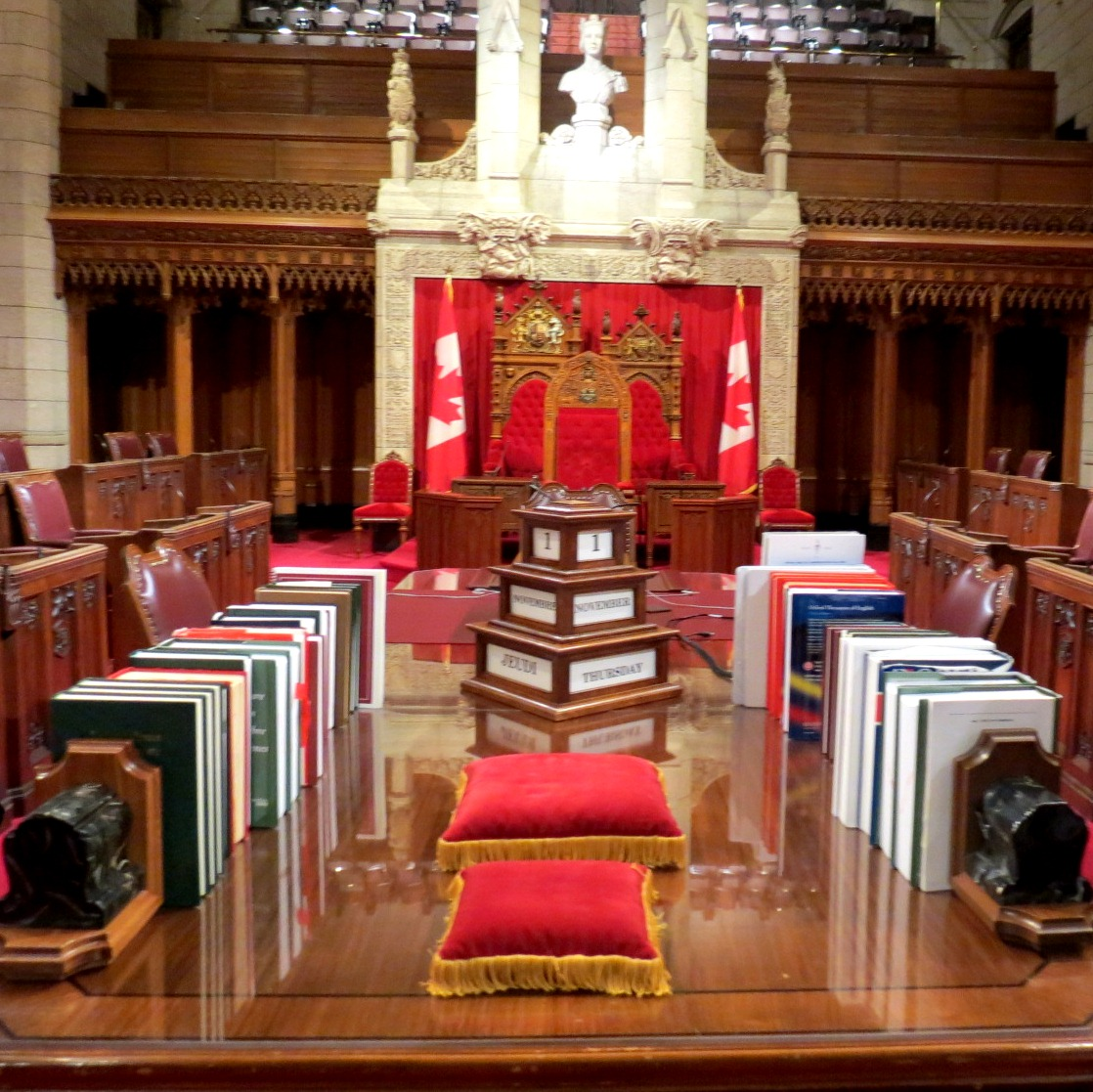
Livres de droit et de procédures sur la table de la greffe.

Comme la Chambre des communes, le Sénat se réunit sur la colline du Parlement, à Ottawa.
La chambre du Sénat est luxueusement décorée dans des tons rouges et contraste avec la Chambre des communes dont la décoration est plus modeste et de couleur verte. Les fauteuils des sénateurs sont disposés de part et d’autre de l’allée centrale et celui du président est placé à l’une des extrémités de la chambre. En face de ce siège se trouve le bureau du greffier où s’assoient des greffiers prêts à conseiller le président sur la procédure lorsque cela s’avère nécessaire. Les membres du gouvernement siègent sur les banquettes à la droite du président, tandis que les membres de l'opposition occupent les banquettes à sa gauche.
La chambre du Sénat est l'endroit où se déroule l’ouverture du Parlement, une cérémonie protocolaire qui se tient chaque année au début de chaque session parlementaire. Le gouverneur général, assis sur le trône de la chambre du Sénat, prononce alors en présence des deux chambres réunies ainsi que des juges de la Cour suprême un discours décrivant la direction que prendra le gouvernement pour la session parlementaire à venir. Si le souverain est présent au Canada, il peut prononcer lui-même le Discours du Trône à la place du gouverneur général.
Selon le règlement du Sénat, il siège du mardi au jeudi. Les séances du Sénat sont ouvertes au public et sont retranscrites intégralement dans les Débats du Sénat. Contrairement à la Chambre des communes, le Sénat ne diffuse pas régulièrement ses séances à la télévision, bien qu’il soit arrivé que des débats sur des sujets d'un intérêt particulier aient été diffusés.
La Loi constitutionnelle de 1867 établit pour le Sénat un quorum de quinze membres, incluant le membre qui préside. Tout sénateur peut demander au président de s'assurer de la présence d'un quorum; s'il apparaît qu'il n'y a pas le quorum, le président ordonne que l'on fasse sonner des cloches pour que les autres sénateurs puissent réintégrer la chambre. Si un quorum n'est toujours pas atteint, le président doit ajourner le Sénat jusqu'au prochain jour de séance.

#### Déroulement des débats

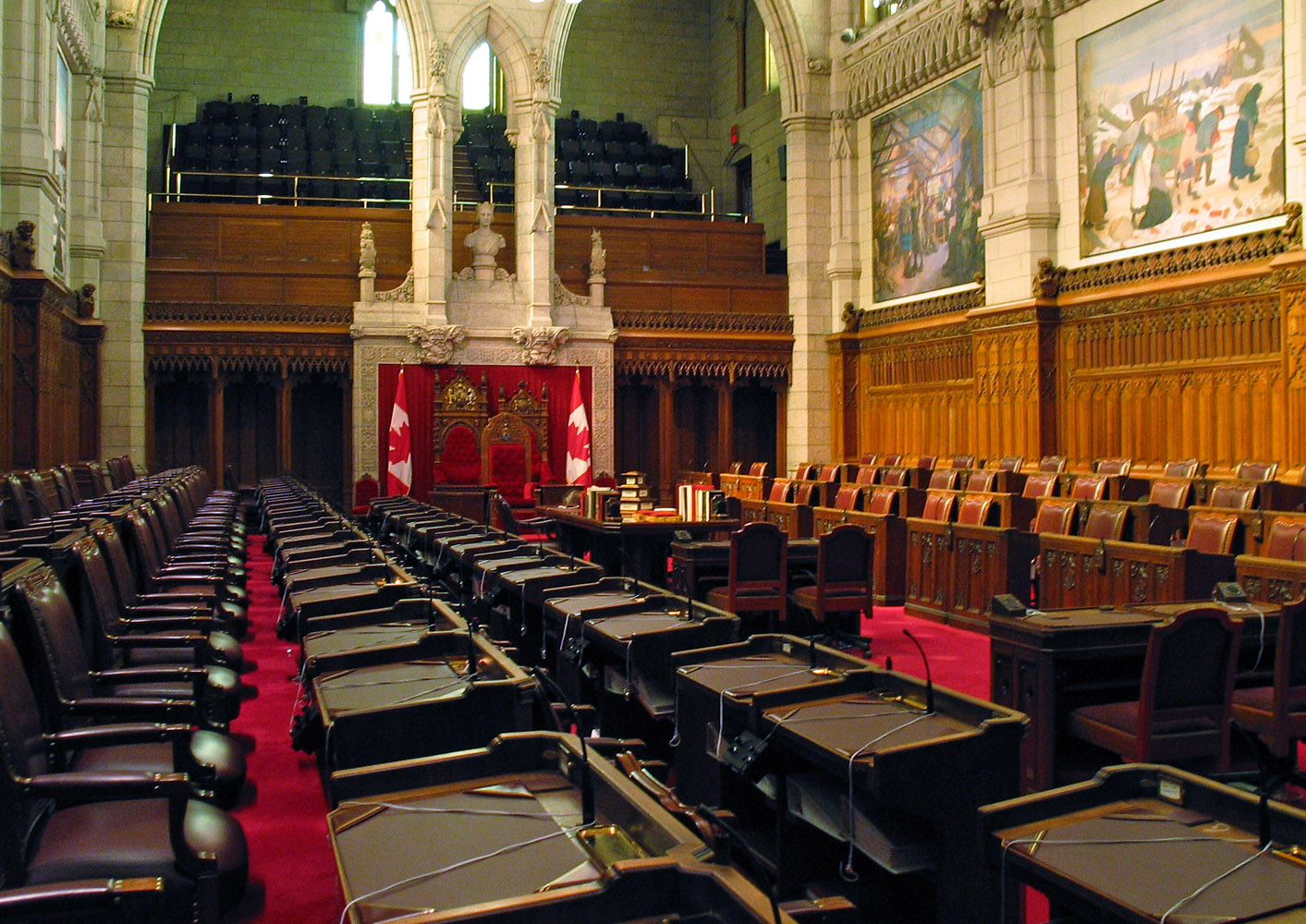
La chambre du Sénat.

Durant les débats, le premier sénateur à se lever a le droit de prononcer le prochain discours. Lorsque plusieurs sénateurs se lèvent en même temps, c'est au président de décider quel a été le premier debout, mais sa décision peut être modifiée par le Sénat.
Les motions doivent être présentées par un sénateur et appuyées par un deuxième pour qu'un débat puisse commencer; toutefois, certaines motions ne peuvent pas faire l’objet d’un débat.
Les discours peuvent être prononcés dans les deux langues officielles du Canada, l'anglais et le français. Les sénateurs doivent s'adresser à tous les sénateurs en utilisant l'expression « honorables sénateurs » et ne s'adresser à aucun d'entre eux en particulier. Les sénateurs individuels doivent être mentionnés à la troisième personne, jamais à la deuxième. Cette façon de faire est semblable, mais non identique au procédé à la Chambre des communes, où tous les discours et tous les commentaires sont adressés au président.
Aucun sénateur ne peut prendre la parole plus d'une fois sur une même question; toutefois, un sénateur qui a déposé une motion importante, qui a proposé une enquête ou qui parraine un projet de loi dispose d'un droit de dernière réplique qui lui permet de prendre de nouveau la parole à la fin du débat. Dans le cas d'un projet de loi, ce droit de réplique ne peut être utilisé que lors du débat en deuxième lecture.

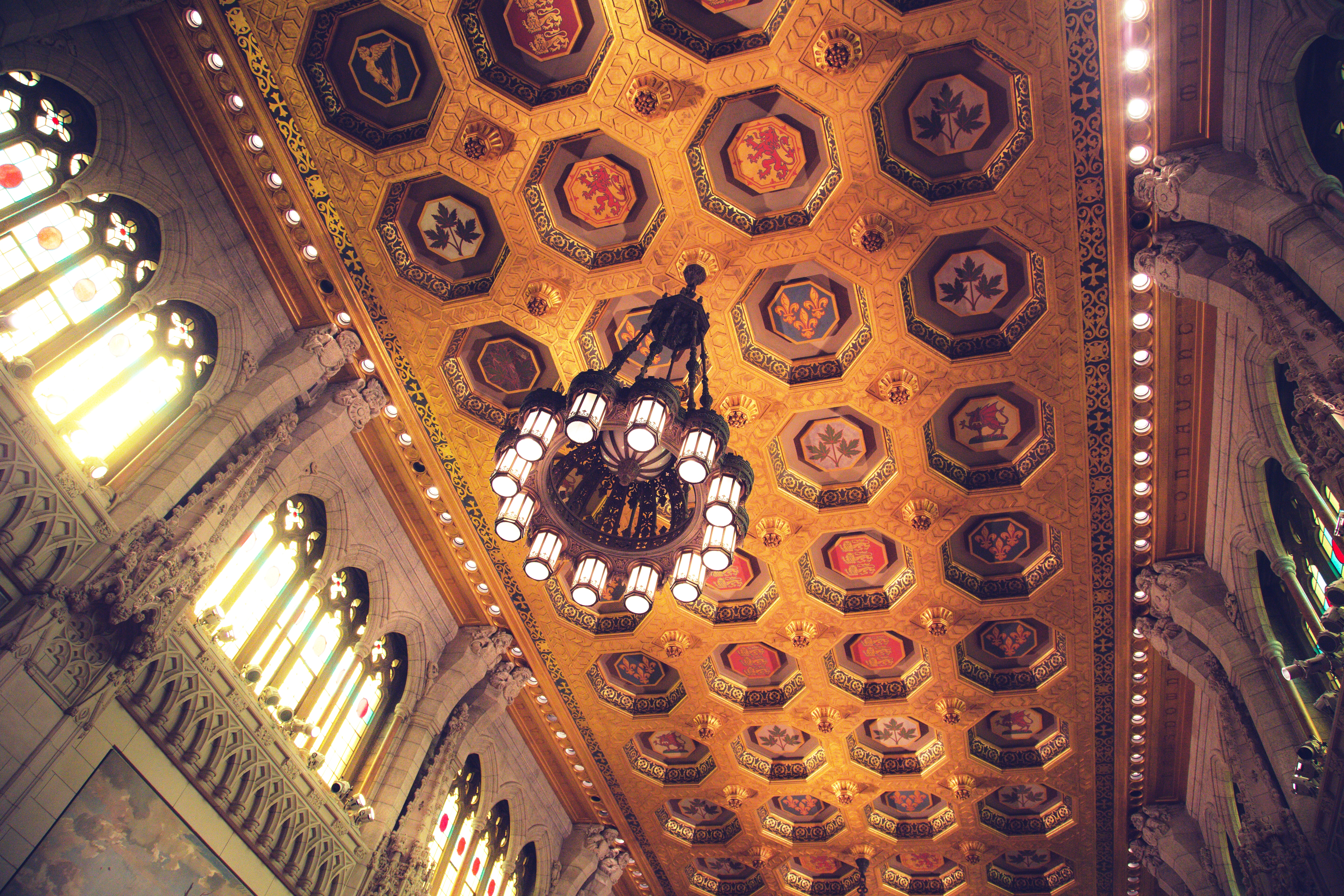
Plafond de la chambre du Sénat.

Le règlement du Sénat établit des limites de temps pour les discours. Ces limites dépendent de la nature de la motion, mais sont généralement d'une durée de quinze minutes. Toutefois, les leaders du gouvernement et de l'opposition ne sont pas soumis à ces restrictions. Un débat peut également être raccourci avec l'adoption d'une motion de « répartition du temps » (time allocation motion). Le Sénat peut également mettre fin rapidement à un débat en adoptant une motion « pour la question préalable ». Si une telle motion est adoptée, le débat prend fin immédiatement et le Sénat tient un vote. Un débat peut également prendre fin si aucun sénateur n'a de commentaire supplémentaire à faire.
Lorsqu'un débat prend fin, la motion en question est mise aux voix. Le Sénat vote à voix haute : le président pose la question, les membres répondent par oui ou non et à la fin du vote, le Président annonce le résultat de vive voix. Toutefois, deux sénateurs ou plus peuvent contester son décompte et forcer alors la tenue d'un vote par appel nominal. Les sénateurs en faveur de la motion se lèvent pour que les greffiers enregistrent leurs noms et leurs votes. La même procédure est alors suivie pour les membres opposés à la motion et répétée de nouveau pour les membres qui s'abstiennent. Dans tous les cas, le président a le droit de voter, mais ce droit n’est généralement pas exercé, et il vote en premier lors d’un vote par appel nominal. Une égalité des voix conduit au rejet de la motion. Si le nombre de membres ayant voté, incluant le président, est inférieur à quinze, il n'y a pas de quorum et le vote est invalide.
C’est le président qui est chargé de faire respecter le règlement du Sénat durant les débats et ne pas tenir compte de ses instructions est considéré comme une violation grave au règlement.

### Comités
Les comités peuvent être créés dans des buts divers. Entre autres, ils examinent les projets de loi en détail et peuvent y apporter des modifications. Certains comités sont également formés pour étudier les projets de dépenses du gouvernement ou des sujets qui préoccupent les Canadiens.
Le comité le plus nombreux du Sénat est le comité plénier, qui comprend tous les sénateurs. Le comité plénier se réunit dans la chambre du Sénat, mais les règles de débat sont légèrement modifiées par rapport à une séance du Sénat. Il n'y a par exemple aucune limite sur le nombre de fois où un membre peut prendre la parole sur une même motion. Le Sénat peut se former en comité plénier pour différentes raisons, comme l'examen d'un projet de loi, ou pour entendre le témoignage d'individus. Par exemple, avant leur nomination, il est fréquent que les candidats à des postes de hauts-fonctionnaires du Parlement comparaissent devant le comité plénier pour répondre aux questions relatives à leurs qualifications.
Le Sénat possède également un certain nombre de comités permanents qui ont chacun leur champs de compétences (par exemple, les finances ou les transports). Ces comités examinent les projets de loi et font des études spéciales sur des questions qui leur sont référées par le Sénat. Ils peuvent organiser des consultations, réunir des informations et font rapport de leurs travaux au Sénat. Les comités permanents comprennent entre neuf et quinze membres chacun et élisent leurs propres présidents.
Des comités spéciaux sont nommés par le Sénat lorsqu'il le juge nécessaire pour une question particulière. Parmi ces comités, certains sont chargés d'étudier des projets de loi, comme ce fut le cas par exemple pour le Comité spécial du Sénat sur le projet de loi C-36 (loi anti-terrorisme) en 2001, d’autres des dossiers d'intérêt particulier, comme le comité spécial du Sénat sur les drogues illicites. Le nombre de membres pour un comité spécial peut varier, mais la composition reflète approximativement l'importance des partis dans le Sénat.
Il y a également des comités mixtes, composées à la fois de sénateurs et de députés. Il existe actuellement deux comités mixtes : le Comité mixte permanent d'examen de la réglementation, qui examine les décrets-lois, et le Comité mixte permanent de la Bibliothèque du Parlement qui conseille les deux présidents sur la gestion de la bibliothèque. Le Parlement peut également établir des comités mixtes spéciaux pour s'occuper de dossiers d'actualité ou d'une importance particulière.

## Composition du Sénat

### Sénateurs

Répartition des sénateurs par caucus pour chaque province et territoire (18 décembre 2021)

| Parti politique | Parti politique                   | Sénateurs |
| --------------- | --------------------------------- | --------- |
|                 | Groupe des sénateurs indépendants | 45        |
|                 | Groupe des sénateurs canadiens    | 20        |
|                 | Groupe progressiste du Sénat      | 18        |
|                 | Parti conservateur du Canada      | 14        |
|                 | Non-affiliés                      | 6         |
|                 | Vacant                            | 2         |
| Total           | Total                             | 105       |

#### Nomination
C’est le gouverneur général qui détient le pouvoir de nommer les sénateurs; toutefois, par convention, il n'effectue ces nominations que sur le seul avis du premier ministre. Celui-ci choisit généralement des membres de son propre parti pour être nommés au Sénat, mais il arrive qu'il nomme des indépendants ou des membres d'un parti de l'opposition. Le Sénat compte de nombreux ex-ministres et anciens politiciens fédéraux ou provinciaux, mais aussi d'autres Canadiens ayant fait une différence dans leur milieu. Depuis 2016, le premier ministre est conseillé par le Comité consultatif indépendant sur les nominations au Sénat, lequel identifie les meilleurs candidats au poste de sénateur en se basant sur le mérite personnel des individus et non sur des considérations partisanes.

#### Représentation régionale

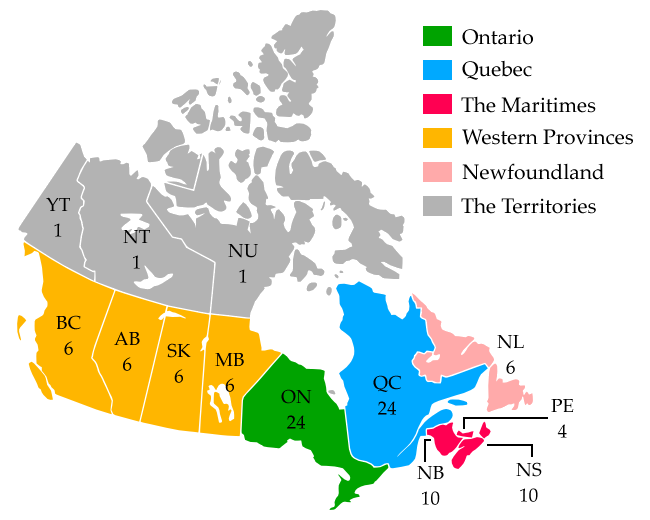
Répartition géographique des sénateurs au Canada.

Le Québec est la seule province canadienne où il existe des divisions sénatoriales géographiques. Chaque sénateur québécois est attitré à un ancien comté du Québec.

La Constitution prévoit un nombre donné de sénateurs pour chaque province et chaque territoire. Elle répartit les provinces en quatre divisions régionales principales et accorde à chacune de ces divisions un nombre égal de sénateurs : 
- 24 pour l'Ontario,
- 24 pour le Québec,
- 24 pour les provinces maritimes (10 pour la Nouvelle-Écosse, 10 pour le Nouveau-Brunswick et 4 pour l'Île-du-Prince-Édouard)
- 24 pour les provinces de l'Ouest (6 pour le Manitoba, 6 pour la Colombie-Britannique, 6 pour la Saskatchewan et 6 pour l'Alberta).

Terre-Neuve-et-Labrador, qui n'a accédé au statut de province qu'en 1949, n'est comprise dans aucune de ces divisions, et est représentée par 6 sénateurs.
Les trois territoires (les Territoires du Nord-Ouest, le Yukon et le Nunavut) ont 1 siège chacun.
Tous les sénateurs doivent obligatoirement résider dans la province ou le territoire qu'ils représentent, mais seuls les sénateurs du Québec sont assignés à une division sénatoriale (ou « collège électoral ») spécifique au sein de leur province. À l’origine, cette mesure prévue à l'article 23 de l'Acte de l'Amérique du Nord britannique avait été adoptée pour assurer la juste représentation des anglophones de la province de Québec au Sénat.
Cette distribution, à l’instar de la distribution d’autres chambres hautes de par le monde, ne prend pas en compte le critère de la population pour déterminer le nombre de sénateurs et a pour conséquence d’entraîner des inégalités de représentation : l'Ontario, la Colombie-Britannique et l'Alberta — les provinces canadiennes dont la population connaît la croissance la plus rapide — sont sévèrement sous-représentées, tandis que les provinces maritimes sont sur-représentées. Par exemple, la Colombie-Britannique, avec une population de 4 millions d'habitants, a droit à 6 sénateurs, tandis que la Nouvelle-Écosse, avec une population inférieure à un million, en possède 10. Seul le Québec est représenté par un nombre de sénateurs proportionnel à son poids démographique[réf. nécessaire].
| Province ou territoire    | Nombre de sénateurs | Population par sénateur (recensement de 2001) |
| ------------------------- | ------------------- | --------------------------------------------- |
| Terre-Neuve-et-Labrador   | 6                   | 85 488                                        |
| Île-du-Prince-Édouard     | 4                   | 33 824                                        |
| Nouvelle-Écosse           | 10                  | 90 801                                        |
| Nouveau-Brunswick         | 10                  | 72 950                                        |
| Québec                    | 24                  | 301 562                                       |
| Ontario                   | 24                  | 475 419                                       |
| Manitoba                  | 6                   | 186 597                                       |
| Saskatchewan              | 6                   | 163 156                                       |
| Alberta                   | 6                   | 495 801                                       |
| Colombie-Britannique      | 6                   | 651 290                                       |
| Nunavut                   | 1                   | 26 745                                        |
| Territoires du Nord-Ouest | 1                   | 37 360                                        |
| Yukon                     | 1                   | 28 674                                        |

#### Données et faits divers
Depuis 1989, l'Alberta fait élire des « sénateurs en attente » (senators-in-waiting) qui sont désignés par les électeurs pour être sénateurs de la province (en). Par contre, ces élections ne sont prévues par aucune clause légale ou constitutionnelle fédérale et, par conséquent, le premier ministre n'est aucunement tenu de faire nommer ces candidats au Sénat. À ce jour, deux sénateurs élus ont été nommés au Sénat : Stan Waters a été nommé en 1990 sur la recommandation du premier ministre Brian Mulroney, mais il est décédé en 1991 et Bert Brown a été nommé sur recommandation de Stephen Harper en 2007.
Il existe une clause constitutionnelle, la section 26 de la Loi constitutionnelle de 1867, en vertu de laquelle le premier ministre peut, avec l'accord de Sa Majesté, faire nommer quatre ou huit sénateurs supplémentaires; ces sénateurs doivent représenter également les quatre divisions régionales.
Cette clause a été invoquée par deux fois dans l’histoire, mais elle n’a été utilisée qu’une seule fois.
- En 1874, le premier ministre Alexander Mackenzie avait déjà demandé l’utilisation de cette clause, mais elle lui a été refusée par la reine Victoria sur le conseil du gouvernement britannique.

- En 1990, le premier ministre Brian Mulroney l'a invoquée pour assurer l'adoption d'un projet de loi créant la taxe sur les produits et services (TPS). La nomination de huit sénateurs supplémentaires créa une mince majorité pour le Parti progressiste-conservateur.

Avant 1965, les sénateurs conservaient leur siège à vie. Toutefois, en vertu de l'Acte de l'Amérique du Nord britannique de 1965, les membres du Sénat ne peuvent plus siéger après avoir atteint l'âge de 75 ans. Les sénateurs nommés avant l'introduction de ce changement ont pu continuer à siéger passé cette limite d'âge. Nommé au Sénat en 1963, Orville Howard Phillips fut le dernier sénateur nommé à vie. Bien qu'il n'y était pas contraint, il décida le prendre sa retraite le jour de son 75e anniversaire, comme tout autre sénateur, en 1999.
Le siège d'un sénateur devient automatiquement vacant s’il néglige d'assister aux séances du Sénat pour deux sessions parlementaires consécutives. De plus, un sénateur qui est reconnu coupable de haute trahison, d'un délit grave (indictable offence) ou de tout autre « crime infâme » (infamous crime), qui déclare faillite ou qui est déclaré insolvable perd également son siège. Il en est de même pour un sénateur qui cesse de répondre aux critères de qualification.
En 2015, le salaire d’un sénateur est de 142 400 $ par an. Les sénateurs peuvent recevoir un salaire additionnel s’ils détiennent des charges supplémentaires (comme la présidence du Sénat). Les sénateurs sont placés en vingt-sixième position dans l'ordre de préséance, immédiatement avant les députés de la Chambre des communes et après les juges fédéraux et provinciaux.

#### Qualifications
Les qualifications requises pour les sénateurs sont établies par la Loi constitutionnelle de 1867.
Pour être nommé au Sénat, il est nécessaire :
- D’être citoyen canadien;
- D’avoir plus de 30 ans;
- De résider dans la province ou le territoire que l’on représente au Sénat;
- De posséder des terres d'une valeur minimale de 4 000 $ dans la province ou le territoire que l’on représente ainsi que des propriétés mobilières (personal property) et immobilières (real property) d'une valeur minimale de 4 000 $ en sus de toutes ses dettes et obligations. Ces qualifications de propriété furent originellement introduites pour s'assurer que le Sénat représenterait l'élite économique et sociale du Canada, mais aujourd'hui, la somme exigée représente une valeur bien moindre en raison de l’inflation. Toutefois, la qualification foncière n'a jamais été abolie ou modifiée et a causé quelques problèmes lors de la nomination au Sénat en 1997 de Peggy Butts, une religieuse catholique qui avait fait vœu de pauvreté. La situation fut résolue lorsque son ordre lui transféra formellement un petit lot de terre.

La Constitution canadienne originale n'interdisait pas explicitement aux femmes de siéger au Sénat, mais de fait, jusqu'à la fin des années 1920, seuls des hommes étaient nommés à la chambre haute. En 1927, cinq femmes canadiennes (« les Célèbres cinq », The Famous Five) demandèrent à la Cour suprême du Canada de déterminer si les femmes étaient éligibles à la nomination au Sénat en répondant explicitement à la question : « Les femmes sont-elles des personnes ? ». En effet, l’Acte de l'Amérique du Nord britannique de 1867 stipulait que « le gouverneur général […] mandera au Sénat des personnes qualifiées ; et [...] toute personne ainsi mandée deviendra et sera un membre du Sénat et un sénateur. ». Dans cette affaire connue sous le nom d’affaire des personnes (The Persons Case), la Cour suprême statua à l’unanimité que les femmes ne pouvaient pas devenir sénatrices. La Cour fondait sa décision sur l'argument que les auteurs de la Constitution ne pouvaient pas avoir prévu l'éventualité de femmes siégeant au Sénat puisque alors les femmes ne participaient pas à la politique. De plus, ils firent valoir le fait que la Constitution utilisait le pronom « il » pour désigner les sénateurs. En appel, toutefois, le Comité judiciaire du Conseil privé britannique, la plus haute cour au Canada à l'époque, renversa cette décision et affirma que les femmes étaient effectivement des « personnes » dans le sens voulu par la Constitution. Quatre mois plus tard, en février 1930, le gouvernement du premier ministre William Lyon Mackenzie King nomma la première femme au Sénat : Cairine Wilson, de l'Ontario.

### Officiers

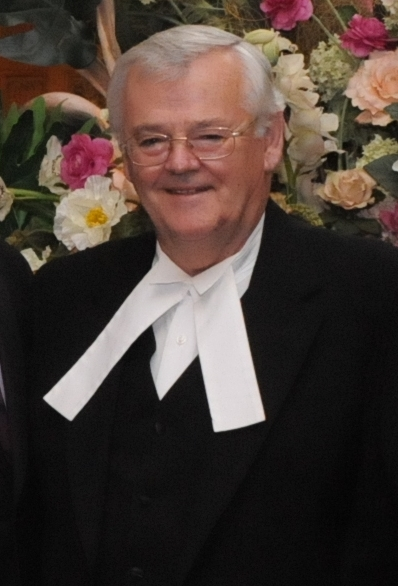
Traditionnellement, les officiers portent une toge noire avec un col blanc.

#### Président du Sénat
Le président du Sénat est nommé par le gouverneur général d’après le choix du premier ministre. Le président est aidé par un président intérimaire, qui est élu par le Sénat au début de chaque session parlementaire. Si le président ne peut être présent, le président intérimaire préside à sa place. De plus, la Loi sur le Parlement du Canada, adoptée en 1985, autorise le président à désigner un autre sénateur pour assurer sa fonction temporairement. Lorsqu'il préside, le président est tenu de demeurer impartial, même s'il reste membre d'un parti politique.
Le président préside aux séances du Sénat et dirige les débats en appelant les membres à prendre la parole. Il est également tenu de rendre un jugement lorsqu’un sénateur pense qu’une règle a été enfreinte et qu’il fait un « rappel au règlement ». Toutefois, l'ensemble du Sénat peut faire appel des décisions du président. Contrairement au président de la Chambre des communes, le président du Sénat ne vote pas uniquement en cas d'égalité : il a le droit de voter comme tout autre sénateur.

#### Représentant du gouvernement et leader de l'opposition
Jusqu'en 2015, un leader du gouvernement au Sénat était un sénateur, membre du Conseil des ministres, responsable du caucus du parti gouvernemental et chargé de piloter les projets de loi du gouvernement, de gérer l'emploi du Sénat et de tenter d'obtenir l'appui de l'opposition pour le programme législatif du gouvernement.
Toutefois, depuis l'arrivée au pouvoir du libéral Justin Trudeau, le leader des libéraux n'est pas membre du Conseil des ministres. Le gouvernement est représenté au Sénat par le représentant du gouvernement au Sénat, qui est indépendant et n'est pas non plus membre du Conseil des ministres.
Le leader de l'opposition au Sénat est généralement choisi par le chef de l'opposition de la Chambre des communes. Toutefois, si l'opposition officielle aux Communes est un parti différent de celui qui forme l'opposition officielle au Sénat (ce qui fut le cas, par exemple, de 1993 à 2003 ou depuis 2011), alors le parti de l'opposition officielle au Sénat choisit son propre chef.

#### Hauts-fonctionnaires du Sénat
Parmi les hauts-fonctionnaires du Sénat, on retrouve le greffier du Sénat et greffier des Parlements, le greffier adjoint, le légiste et plusieurs autres greffiers. Ces officiers conseillent le président et les membres quant au règlement et aux procédures du Sénat.
Un autre officier est l'huissier du bâton noir, dont les responsabilités comprennent le maintien de l'ordre et de la sécurité à l'intérieur de la chambre du Sénat. Son nom provient du bâton cérémonial d'ébène qu'il porte. Ce poste est plus ou moins l'équivalent du sergent d'armes à la Chambre des communes, mais le rôle de l'huissier est de nature plus cérémoniale. La responsabilité de la sécurité et de l'infrastructure échoue au Service de protection parlementaire.

## Historique

### Création du Sénat

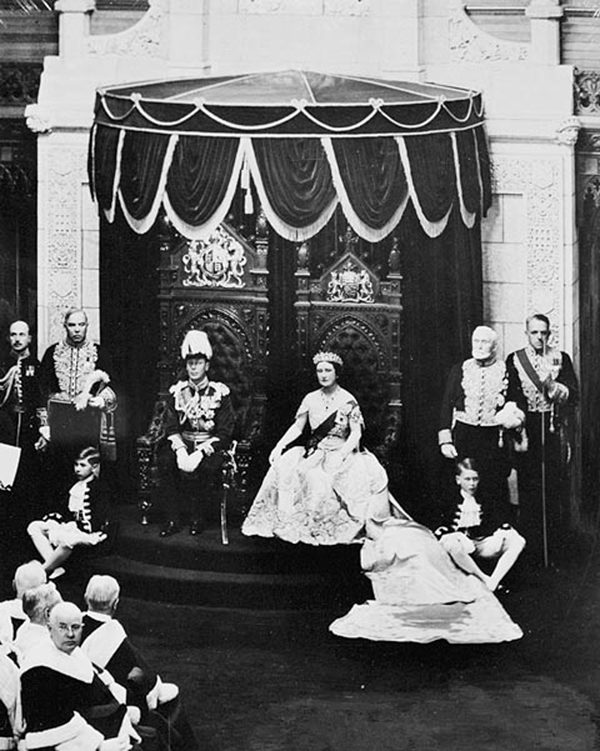
S'inscrivant dans la tradition britannique, la chambre du Sénat peut recevoir la visite du monarque. Sur cette photo de 1939, le roi George VI et son épouse, Elizabeth Bowes-Lyon, sont assis sur le trône.

Le Sénat fut créé en 1867 lorsque, le 29 mars, le Parlement du Royaume-Uni vota l'Acte de l'Amérique du Nord britannique. Cet acte regroupait la Province du Canada (dont les deux moitiés, le Canada-Est et le Canada-Ouest, furent séparées en deux provinces distinctes correspondant aujourd’hui respectivement au Québec et à l'Ontario), la Nouvelle-Écosse et le Nouveau-Brunswick en une seule fédération appelée le dominion du Canada.
Le Parlement du Canada a été modelé d’après le système de Westminster, le modèle du Parlement du Royaume-Uni. Le Sénat devait à l'origine imiter la Chambre des lords britannique et représenter l'élite sociale et économique. Le premier premier ministre du Canada, sir John A. Macdonald, disait qu'il s'agissait de la chambre qui freinerait les « excès démocratiques »[réf. nécessaire] de la Chambre des communes élue et permettrait l'égalité de la représentation régionale.

### Réforme du Sénat
Les projets de réforme du Sénat se concentrent principalement sur le processus de nomination des sénateurs. Avant les années 1980, les plans proposés pour créer un Sénat élu ne s’étaient pas attirées un grand soutien, mais cette situation évolua en 1980, lorsque le premier ministre Pierre Elliott Trudeau fit adopter, en réponse aux crises énergétiques des années 1970, le Programme énergétique national malgré une opposition généralisée dans l'Ouest canadien. En dépit des résistances, Trudeau n’avait en effet eu aucun mal à s'assurer l'appui du Sénat puisque la plupart des sénateurs avaient été nommés par d'anciens premiers ministres du Parti libéral et par lui-même. Beaucoup de Canadiens de l'Ouest se mirent alors à revendiquer un « Sénat triple-E », pour « élu, égal et efficace », en affirmant également que la représentation égale des provinces protégerait les intérêts des plus petites provinces et mettrait fin à la dominance de l'Ontario et du Québec.
Plusieurs propositions furent faites : 
- En 1987, l'accord du lac Meech, une série d'amendements constitutionnels proposée par le premier ministre Brian Mulroney, aurait contraint le gouvernement fédéral à choisir les sénateurs de chaque province sur une liste proposée par le gouvernement provincial, mais l'accord n'a pas reçu l'appui nécessaire des assemblées provinciales.
- Une deuxième proposition, l'accord de Charlottetown, incluait une clause selon laquelle le Sénat comprendrait un nombre égal de sénateurs de chaque province, élus soit par les assemblées législatives des provinces, soit directement par le peuple. Cet accord fut défait pour diverses raisons dans un référendum tenu en 1992.

D'autres propositions de réforme du Sénat n'ont pas eu plus de succès, principalement à cause de l'opposition de l'Ontario et du Québec, les deux provinces ayant le plus à perdre en cas de représentation égale
Répondant aux critiques qui constataient qu'une majorité libérale écrasante au Sénat avait compromis sa capacité à fonctionner correctement, le premier ministre Paul Martin a adopté la même approche que Pierre Elliott Trudeau : il consentit à nommer des sénateurs des partis d'opposition. Un peu plus du tiers (5 sur 14) des nominations de Martin – qui avait promis de régler ce « déficit démocratique »[réf. nécessaire] – étaient des personnes issues des partis d'opposition : deux progressistes-conservateurs, deux conservateurs et un néo-démocrate. Avant lui, Pierre Elliott Trudeau avait appelé huit membres de partis de l’opposition sur les 81 nominations qu’il effectua au cours de ses mandats. Quant à lui, le tout premier premier ministre du Canada, John A. Macdonald, en avait appelé 10 sur 91 nominations. En dehors de ces 21 sénateurs, seuls neuf autres sénateurs dans l'histoire du pays ont été nommés aux caucus d'opposition au Sénat. Ceci n'inclut pas les sénateurs sans appartenance politique.

#### Le projet Harper
Le premier ministre Stephen Harper a promis de tenir des élections pour combler tout siège vacant au Sénat au cours de son mandat. Contrairement à la plupart des propositions de réforme du Sénat, Harper croit qu'il est en mesure de respecter cette promesse sans modifier la Constitution, mais simplement en recommandant au gouverneur général la nomination de personnes élues pour siéger au Sénat. Harper a également promis d'autres réformes, incluant des mandats de durée limitée pour les sénateurs. À cette fin, le 30 mai 2006, le gouvernement a introduit le projet de loi S-4 au Sénat qui modifierait la Loi constitutionnelle de 1867 pour limiter à huit ans la durée du mandat d'un sénateur nouvellement nommé; le projet de loi inclut une clause qui permet aux sénateurs actuels de continuer à siéger jusqu'à l'âge de 75 ans. Toutefois, aucune indication n'a été donnée quant au moment ou au moyen par lequel les élections sénatoriales seraient introduites. Apparaissant devant un comité du Sénat, Harper a annoncé que son gouvernement déposerait à l'automne 2006 un projet de loi pour permettre aux Canadiens d'élire leurs sénateurs : ceux-ci seraient choisis parmi des candidats élus par les provinces.
Un projet de modification de la représentation des provinces et des territoires au Sénat est également envisagé. Le ministre d'État à la Réforme démocratique, Steven Fletcher, promet qu'il déposera en 2009 un projet de loi pour établir un processus électoral pour le Sénat et des mandats d'un maximum de huit ans pour les sénateurs. Le ministre d'État lance une mise en garde à l'effet que, si le gouvernement ne pouvait pas aller de l'avant, il évaluerait la possibilité d'abolir complètement la chambre haute.
En février 2013, Stephen Harper demande un avis à la Cour suprême sur la constitutionnalité de diverses modalités de réforme envisagées.
En avril 2014, la Cour suprême se prononce sur les questions posées par le gouvernement en donnant les réponses suivantes : (a) le gouvernement ne peut pas décider unilatéralement de soumettre le choix des sénateurs au vote populaire, mais doit obtenir l'appui d'au moins sept provinces représentant 50 % de la population du pays; (b) il en va de même en cas de modification de la durée du mandat des sénateurs; (c) l'abolition du sénat exigerait le consentement de toutes les provinces.

#### Position du Nouveau Parti démocratique
En novembre 2007, Jack Layton, chef du NPD, propose de tenir un referendum sur l'abolition du Sénat. Il obtient l'appui de Stephen Harper et du bloquiste Gilles Duceppe.

#### Position de Justin Trudeau
Estimant que le Sénat est miné par les deux problèmes majeurs que sont le sectarisme et le favoritisme politique, Justin Trudeau annonce le 29 janvier 2014 un plan de réforme en vertu duquel « seuls les députés élus de la Chambre des communes seront membres du caucus libéral national. » En conséquence, les 32 anciens sénateurs libéraux ne sont plus membres du caucus. Le chef libéral s'engage également à « mettre en place un processus public, ouvert et transparent pour nommer et confirmer les sénateurs [et à] nommer seulement des sénateurs indépendants ». Il considère qu'un sénat doit être indépendant des partis politiques pour jouer pleinement son rôle. En 2016, le gouvernement Trudeau met sur pied le Comité consultatif indépendant sur les nominations au Sénat.